# Ebenerdiger Ansitz
Ein Ebenerdiger Ansitz ist ein Gelände- bzw. ein Bodendenkmal und bildet zusammen mit den Turmhügeln (Motten) und dem Burgstall in der Archäologie eine Gruppe von abgegangenen hoch- oder spätmittelalterlichen Burgen. Im Gegensatz zum Burgstall, dem Rest einer meist komplexeren und größeren mehrteiligen Burganlage, sind der Turmhügel sowie der ebenerdige Ansitz eher einteilig und teils sehr kleinflächig, wobei es aber auch Ausnahmen gibt. Eingeführt hat diesen Typus Klaus Schwarz 1955 in seiner Publikation Die vor- und frühgeschichtlichen Geländedenkmäler Oberfrankens. Die Anlagen dienten als Wohnplätze verwaltender Herren.
Der Ebenerdige Ansitz zeichnet sich dadurch aus, dass seine befestigte Innenfläche gegenüber dem Vorgelände der Burg nicht erhöht liegt, im Gegensatz zu einem Turmhügel. Nicht zu verwechseln ist dieser Burgentypus mit den Burgen, die allgemein in ebenen Gelände liegen, und als Niederungsburgen bezeichnet werden. Beim Ebenerdigen Ansitz handelt es sich meist um Befestigungen eines Bergspornes oder eines Steilhanges in Form von kleineren Abschnittsbefestigungen, halbkreis- oder ringförmigen Befestigungen an Felskanten, die durch einen Wall und bzw. oder einen Graben gesichert wurden. Björn-Uwe Abels konnte die Ebenerdigen Ansitze noch weiter differenzieren, indem er diese Art von Anlagen in Ansitze mit nur abschnittsweiser Befestigung und in gänzlich runde oder eckige Ansitze auf Berghöhen oder in ebenen Gelände aufteilte.